# Radiotoxicité
La radiotoxicité d'un radionucléide est la toxicité de nature radioactive que peut subir un organisme qui est exposé, notamment par ingestion ou inhalation.
Une substance est dite radiotoxique quand elle émet de la radioactivité et produit des effets toxiques dans la biocénose, sur les êtres humains ou dans l'environnement.
C'est notamment le cas d'éléments à « noyaux lourds » tels que l'uranium, le plutonium et particulièrement le polonium.

## Effet biologique
Les particules alpha (des noyaux d'hélium ou hélions) sont les plus cancérigènes ou mutagènes ; vingt fois plus radiotoxiques que les rayons X ou les rayons gamma. Ces particules étant très peu pénétrantes (elles sont arrêtées par une feuille de papier), leur radiotoxicité se manifeste surtout quand elles sont inhalées ou ingérées.
Les radioéléments deviennent toxiques pour l'homme au contact de l'organisme surtout par inhalation ou ingestion. Ils peuvent provoquer des maladies, par inflammation des alvéoles pulmonaires par exemple, ou à la suite de la formation de tumeurs dans les organes sensibles (yeux, organes génitaux, reins, foie, muscles, os, etc.).
Le facteur de dose d'un élément indique l'impact biologique d'une ingestion. Il est exprimé en sievert par becquerel. 
Les facteurs de dose vont typiquement de 10−6 Sv/Bq pour les éléments fortement radiotoxiques, jusqu'à des taux de l'ordre de 10−15 Sv/Bq pour des éléments faiblement radiotoxiques (comme le tritium gazeux).
La radiotoxicité dépend de l'activité massique du radionucléide, qui est d'autant plus élevée que la demi-vie du radioélément est faible. Ainsi, bien que le facteur de dose retenu pour les actinides suivants soit sensiblement du même ordre de grandeur, leur radiotoxicité varie sur huit ordres de grandeurs : le plutonium (Pu240) a une radiotoxicité évaluée à deux sieverts par milligramme, alors que l'uranium a une radiotoxicité de l'ordre du sievert par kilogramme, un million de fois plus faible.
| Nucléide | Période (a) | Bq/g        | Sv/Bq       | Sv / g    | Radiotoxicité  |
| -------- | ----------- | ----------- | ----------- | --------- | -------------- |
| Am241    | 4,32 × 102  | 1,27 × 1011 | 2,00 × 10-7 | 25 389,03 | très forte (1) |
| Pu240    | 6,57 × 103  | 8,39 × 109  | 2,50 × 10-7 | 2 096,754 | très forte (1) |
| Am243    | 7,38 × 103  | 7,37 × 109  | 2,00 × 10-7 | 1 474,638 | très forte (1) |
| Cm245    | 8,50 × 103  | 6,35 × 109  | 2,10 × 10-7 | 1 333,375 | très forte (1) |
| Pu239    | 2,41 × 104  | 2,29 × 109  | 2,50 × 10-7 | 573,457   | très forte (1) |
| Pu242    | 3,70 × 105  | 1,48 × 108  | 2,40 × 10-7 | 35,442    | très forte (1) |
| Np237    | 2,14 × 106  | 2,61 × 107  | 1,10 × 10-7 | 2,868     | très forte (1) |
| U235     | 7,04 × 108  | 7,99 × 104  | 4,70 × 10-8 | 0,004     | faible (4)     |
| U238     | 4,47 × 109  | 1,24 × 104  | 4,70 × 10-8 | 0,001     | faible (4)     |

## Réglementation
Bien que certains pays utilisent toujours de l'uranium appauvri, l'ONU, à travers le droit international humanitaire et le droit international des droits de l'homme ainsi que plusieurs gouvernements tentent actuellement de bannir l'usage de substances radiotoxiques (ou même radioactive ou simplement toxique) de l'arsenal militaire. L'Organisation internationale du travail a aussi adopté la Convention C115 sur la protection contre les radiations.
Les radionucléides sont classés en quatre groupes en fonction de leur radiotoxicité : très forte (1), forte (2), modérée (3) et faible (4). En France, ces groupes sont définis en annexe II du décret n°66-450 du 20 juin 1966 modifié par le décret 88-521 du 18 avril 1988.
Ce texte réglementaire a été abrogé en 2002, il n'existe plus de classement mais des seuils d'exemption différent pour chacun des radionucléides.